# 中華電信
中華電信（簡稱中華電、CHT）是臺灣綜合電信服務業者之一，前身為交通部電信總局的營運部門，1996年中華民國政府施行電信自由化政策，根據電信三法從交通部電信總局中分拆及公司化而來。
主要業務涵蓋固網通信、行動通信、寬頻接取與網際網路，亦以大數據、資安、物聯網、人工智慧、雲端及網路資料中心等新興科技服務，以及各種OTT及匯流服務。

## 歷史
中華民國的電信服務事業原由交通部電信總局專營。為了開放電信產業，交通部自1980年代後期開始推動「電信自由化」政策，逐步將電信事業開放予民間企業經營，即電信事業的「政企分離」，將電信事業的管理與經營脫鉤。
1996年7月1日，依據立法院三讀通過施行的《電信法》修正案、《交通部電信總局組織條例》修正案、《中華電信股份有限公司條例》（合稱「電信三法」），交通部電信總局的電信事業營運部門正式分割公司化，成立「中華電信股份有限公司」，當時資本額為新臺幣964.77億元，主营业务为第一類及第二類電信業務，下設「臺灣北區電信分公司」、「臺灣中區電信分公司」、「臺灣南區電信分公司」、「長途及行動通信分公司」、「國際電信分公司」、「數據通信分公司」、「電信研究所」及「電信訓練所」。初成立時為交通部完全持股的國營企業，但以民營化為目標，成立之時的吉祥物為「電信寶寶」。
1997年，取得第二代行動通信(2G)執照（GSM 900MHz與1,800MHz）。2000年10月，於臺灣證券交易所股票上市，政府賣出4.67%股份。2002年2月，取得第三代行動通訊(3G)執照(WCDMA 2,100MHz)。2002年12月，政府賣出13.47%股份。2003年7月，於紐約證券交易所股票上市，賣出 11.5%股份。2005年8月12日，政府賣出17%股份，加上先前釋股，政府持股降至50%以下，名義上成為民營企業。到2012年1月，交通部持股約35%。
2007年，入股神腦國際，便於獨家代理銷售中華電信行動電話及門號。2007年5月1日，成立「企業客戶分公司」，同時將臺灣中區電信分公司併入臺灣南區電信分公司。2009年，裁撤「數位內容處」，中華電信MOD業務由總公司移轉至臺灣北區電信分公司負責。
2013年10月30日，以新臺幣390.75億元標得LTE頻段(900MHz B2 / 1,800MHz C2 / C5)，並且是唯一達到頻寬上限(2x35MHz)的電信業者，最早可在2014年開台啓用。2014年5月29日，宣佈旗下4G LTE服務將於2014年5月30日開台，為台湾第一家提供4G服務（使用1,800MHz C5）的電信業者；時任董事長蔡力行宣布搶先開台，比預定時程提前約一個月。
2014年12月29日，宣布啟用4G 900MHz B2頻段，在離島遠至烏坵、玉山等高山皆有設置4G基地台，為首個達到「鄉鎮數涵蓋100%」4G網路覆蓋率的電信公司，並且啟用「載波聚合技術」提高網速。2015年10月7日，NCC通過中華電信「新增500M/250M及1G/600M光世代電路及HiNet上網服務案」。因其在國營時期的基礎，在臺灣的固網電信佔有絕對的市佔率；截至2018年底，行動通信的市佔率則約36.3%，位居臺灣各電信業者之首。
2020年6月，取得5G頻寬(3.5GHz的90MHz)及最佳頻位(3.42-3.51GHz)特許執照，將採用4G/5G雙連結架構，搭配全台4G唯一5CA技術。同月30日，5G正式開台，提供8種月租方案並首度啟動「排除流量怪獸」的政策。
2021年10月推出5G 獨立式組網服務。同年11月與亞太電信簽訂頻率轉讓合作協議，取得900MHz頻段。同月16日，通過氣候相關財務揭露與循環經濟BS8001。12月推動組織改造，2022起成立「個人家庭分公司」及「網路技術分公司」，連同既有的企業客戶、國際電信、數據通信分公司及電信研究院，形成以客户為導向的三大事業群及三大技術群。
2022年3月29日投資的純網銀「將來銀行」正式開業。8月於辦公園區內設置「職場互助教保服務中心」。2023年7月美國存託憑證上市20周年，時任董事長郭水義獲邀前往美國證交所敲鐘。2023年12月台灣大哥大、遠傳各自完成合併案，電信市場進入新三雄競局，中華電信行動通訊用戶數市占率為37.58%。2024年6月19日與NVIDIA的Omniverse數位孿生平台合作，利用該平台預先模擬網路建設和IDC數據中心的機櫃設計，提升規劃施作時的速度和品質。

## 服務項目

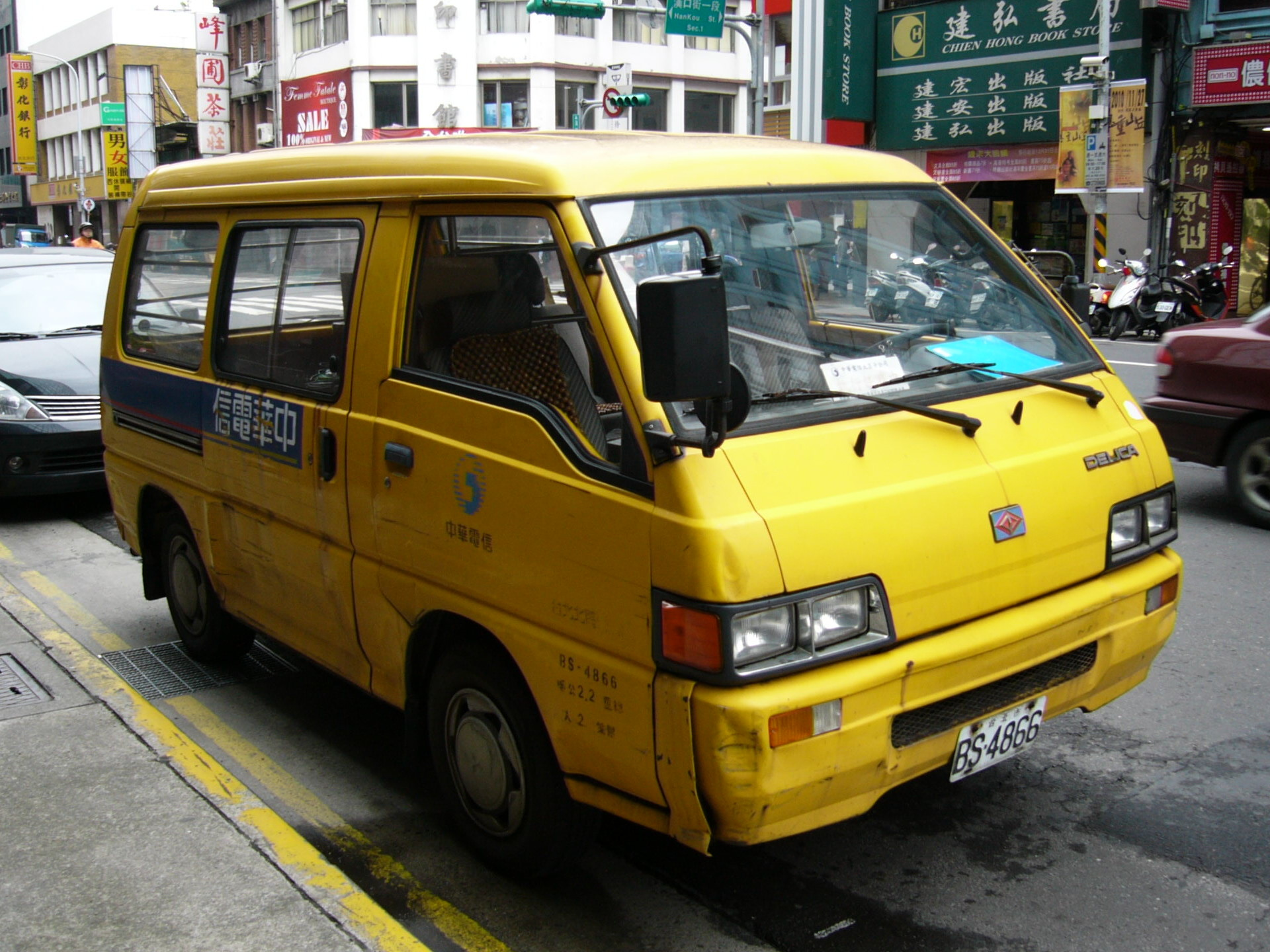
工程車第一代彩繪格式

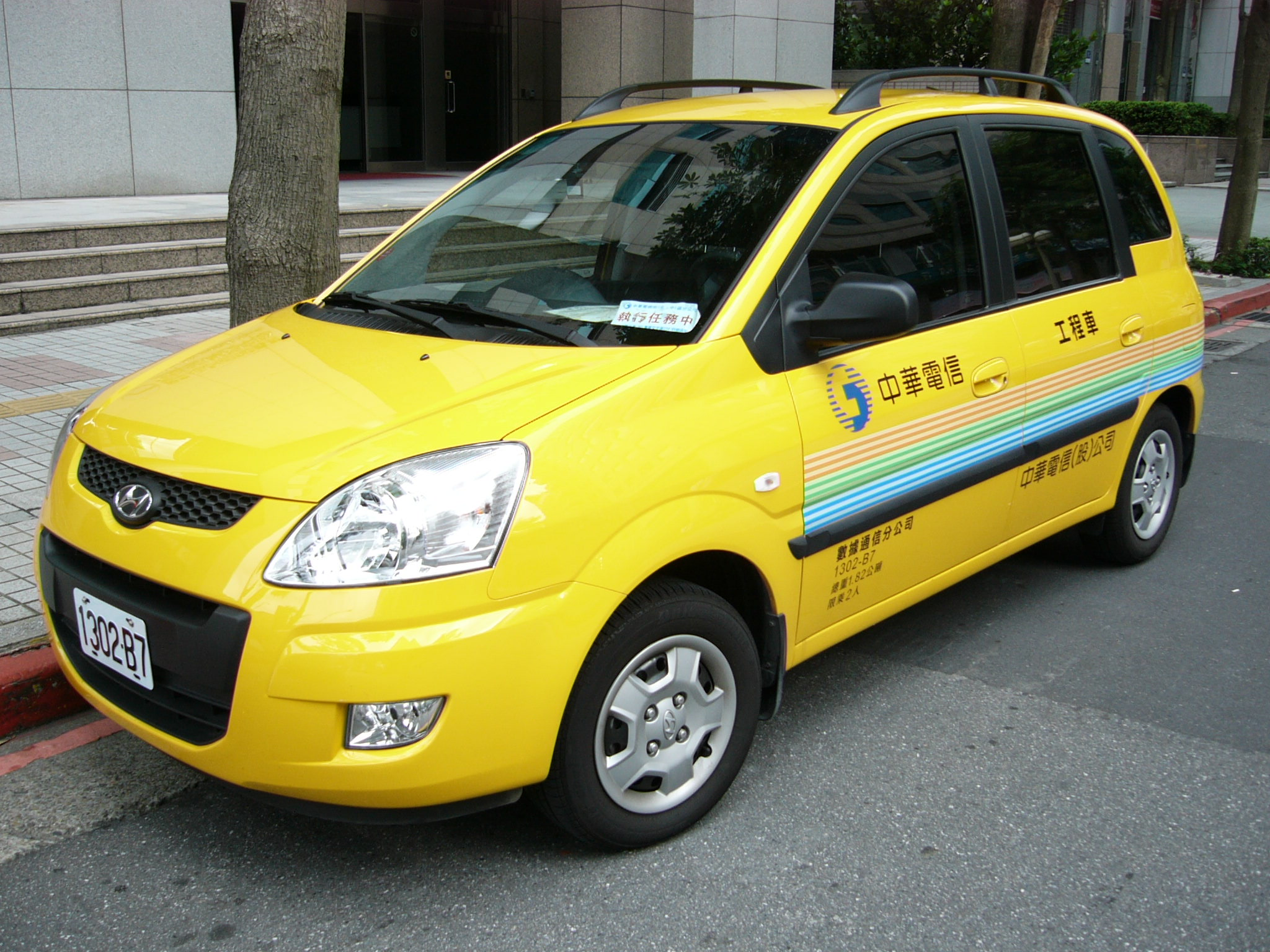
工程車第二代彩繪格式

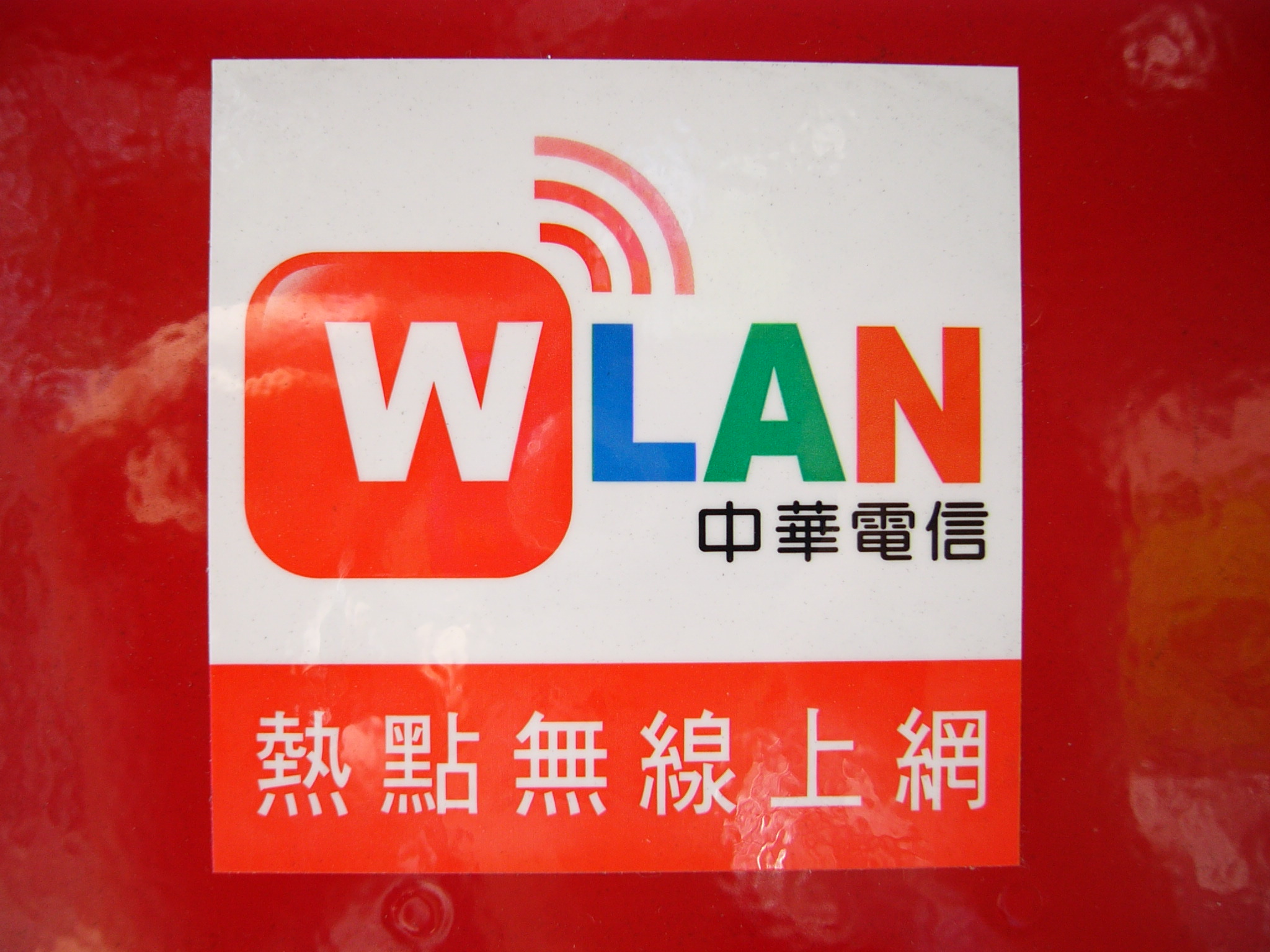
「中華電信WLAN」第二代標誌

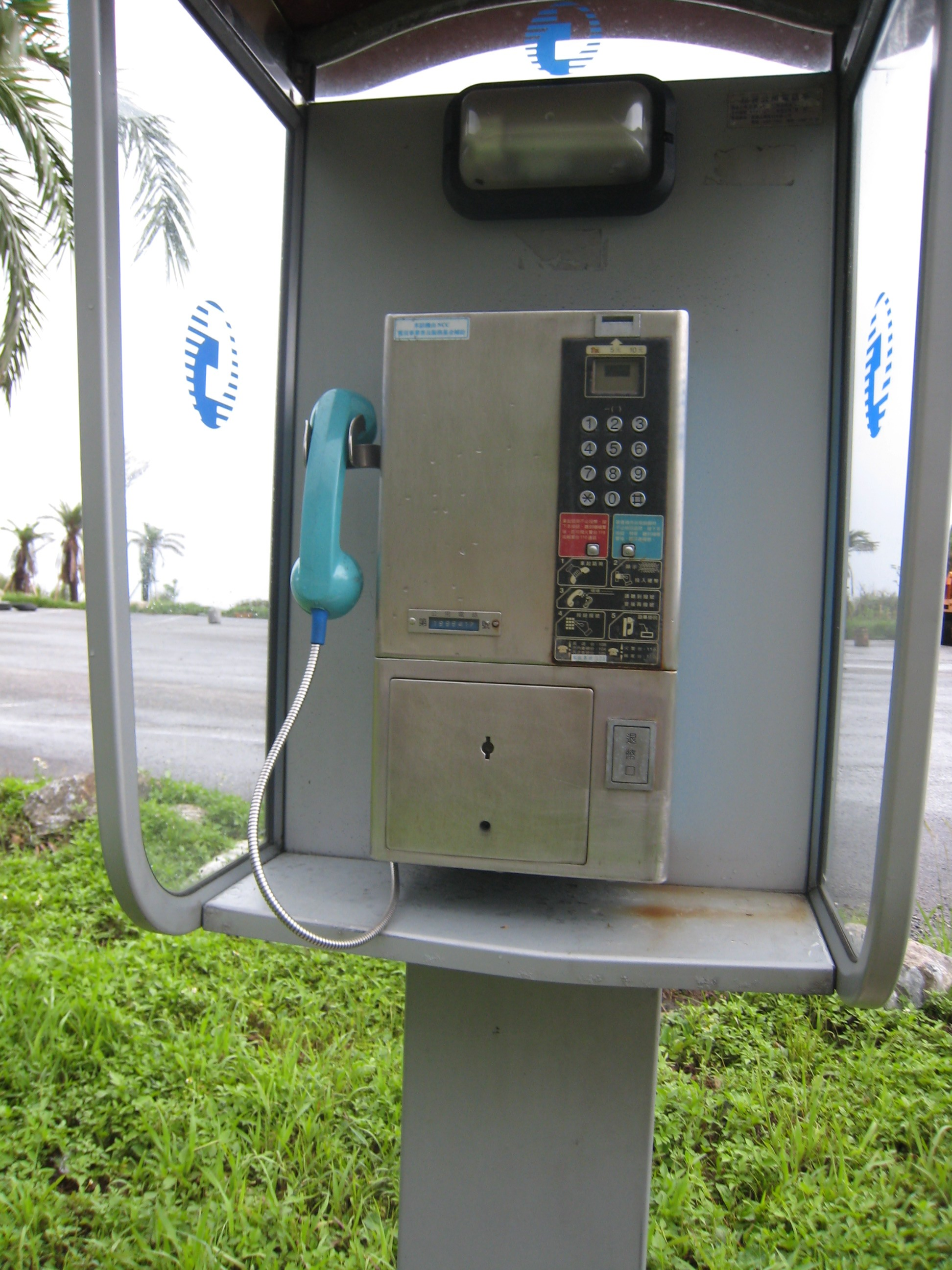
中華電信投幣式公共電話

### 行動通訊
中華電信的行動通訊業務包括WCDMA(3G)、HSDPA、HSUPA(3.5G)、HSPA+(3.75G)、4G LTE、5G NR。
可用5G NR頻段
- NR 3500Mhz(n78) (F13~F21，90Mhz)
- NR 28000Mhz(n257) (G10~G15，600Mhz)

可用LTE頻段
- FDD-LTE 900Mhz(Band8)  (B2 10Mhz+ B3 10Mhz)
- FDD-LTE 1800Mhz(Band3)  (C2 10Mhz + C5 15Mhz + C6 5Mhz)
- FDD-LTE 2100Mhz(Band1)  (E9 5Mhz + E10 5Mhz + E11 5Mhz + E12 5Mhz)
- FDD-LTE 2600Mhz(Band7)  (D2 20Mhz + D4 10Mhz )

戶數
行動電話(含IoT門號)：1326.9萬戶（2024年4月）；在臺灣的行動通訊市場佔有率（含IoT門號）約40.1%。

### 固定通訊
包括市內電話、國內長途電話、國際電話及寬頻接取服務，目前市內電話與長途市內電話，有百分之九十多由中華電信掌控。根據2024年4月統計資料，市內電話：906.1萬戶（包含住宅客戶：658.0萬戶；非住宅客戶：248.1萬戶）。

### 網際網路
包括ISP（HiNet為其品牌，於1995年成立）。除了提供傳統的電信服務，中華電信也提供企業客戶特定的資通訊服務與雲端運算服務，開發新的營收成長來源。主要服務有HiNet撥接上網、HiNet ADSL、HiNet光世代，並於公共場所佈建CHT Wi-Fi熱點供其用戶使用。根據2024年4月統計資料，HiNet ISP/HiNet寬頻：370.5萬戶，寬頻接取：439.9萬戶。

### 影視娛樂
中華電信MOD
於2004年3月3日推出隨選視訊和OTT服務之多媒體平台（IPTV服務）。現今提供194個頻道，含HD畫質和4K畫質頻道，用戶可自行選擇頻道組合。另提供Netflix、KKTV、Hami Video等隨選串流影片服務。根據2024年4月統計資料，MOD 總數：205.2萬戶。
Hami Video
提供電視館（新聞、財經、戲劇、綜藝及運動頻道）、影劇館⁺（電影、動漫隨選影片）、運動館（中華職棒、奧運轉播）及網紅館（影音創作者最新影片）等服務。
HiNet放心播
與KKBOX合作提供音樂公播服務。

#### 影集投資
中華電信投入多部原創電影及戲劇製作，以支持本土影視產業發展並延伸至國際舞台。
| 電視劇與電影列表       | 電視劇與電影列表        | 電視劇與電影列表 | 電視劇與電影列表 | 電視劇與電影列表                                                                           | 電視劇與電影列表                     |
| ---------------------- | ----------------------- | ---------------- | ---------------- | ------------------------------------------------------------------------------------------ | ------------------------------------ |
| 中文劇名               | 英文劇名                | 集數             | 首播年份         | 演出人員                                                                                   | 聯播策略                             |
| 魂囚西門               | Green Door              | 6                | 2019年2月16日    | 蕭敬騰、郭碧婷、鄭宜農、謝盈萱、喜翔、藍葦華                                               | 公視主頻、公視+、Netflix、Hami Video |
| 孟婆客棧               | Tavern by the Lethe     | 30               | 2021年10月17日   | 唐美雲、蔡振南、方馨、王金櫻、小咪、羅北安、王彩樺、陳竹昇、樓心潼、方宥心、許富凱、張書宇 | 公視台語台、中華電信MOD、Hami Video  |
| 我願意                 | The Amazing Grace of Σ  | 12               | 2022年7月29日    | 姚淳耀、吳庚霖、柯淑勤、高慧君、鄒承恩、吳奕蓉、楊大正、劉倩妏、林暉閔、王渝屏             | 中華電信MOD、Hami Video              |
| 我的婆婆怎麼把OO搞丟了 | Motherbaker – The Movie | 電影             | 2023年1月13日    | 鍾欣凌、黃姵嘉、許傑輝、張書偉、邱凱偉、炎亞綸                                             | 公視主頻、公視+、Hami Video          |
| 牛車來去               | Oxcart Trails           | 30               | 2023年1月14日    | 安心亞、楊烈、蔡昌憲、米可白、楊子儀、游安順                                               | 公視主頻、中華電信MOD、Hami Video    |
| 八尺門的辯護人         | Port of Lies            | 8                | 2023年7月2日     | 李銘順、初孟軒、雷嘉汭、范逸臣、潘儀君、楊烈、蘇達、陸夏                                   | 中華電信MOD、Hami Video              |
| 莎莉                   | Salli                   | 電影             | 2024年4月3日     | 劉品言、林柏宏、李英宏、楊麗音                                                             | 中華電視MOD、Hami Video              |
| 化外之醫               | The outlaw doctor       | 11               | 2024年第三季     | 連炳發、張鈞甯、楊一展、許安植、夏騰宏                                                     | 未定                                 |

### 數位加值服務
歡樂點商城
提供網路購物服務，目前已改名為「Hami Point購物」。
歡樂點
於1997年推出客戶忠誠計畫紅利點數「歡樂點」，可兌換或折抵網路商城商品；2018年7月更名為「Hami Point」。
hiBox全能信箱
提供企業郵件型信箱與傳真型信箱的服務，以網際網路為基礎，整合電子郵件、傳真與簡訊於單一平台上。
色情守門員
提供阻擋六大類（色情、暴力、自殺、毒品、武器、賭博）有害兒童及青少年身心健康的網站之服務，目前除寬頻網路服務外亦提供行動版。
Xuite隨意窩
2005年提供部落格服務，功能包含日誌、信箱、相簿、影音、旅遊與雲端資料櫃。於2023年8月31日終止服務。
Hami+音樂
原為hifree，於2014年6月16日與 Hami+音樂合併。為付費音樂服務平台提供演唱會直播、重播服務。服務已下架。
Hami書城
提供電子書與雜誌購買及閱讀服務，包含月費制與單本購買方式。
千里眼
結合網路頻寬與類比或數位攝影機及雲端影像儲存與管理平台，提供遠端影像監看與管理服務，可透過任何聯網裝置（如：PC或是智慧型手機）即時監看監錄點影像。
HiNet廣播
是於2000年6月成立的網路多媒體影視平台，提供電影、戲劇、運動、娛樂、旅遊、新聞、音樂和廣播等影音內容，使用者可以「直播頻道」與「隨選影片」方式收看網路電視節目，目前以提供串流網路廣播為主。2018年11月1日起廣播服務僅提供台、澎、金、馬地區。该服务将于2022年九月底终止服务。。
HiNet企業資安服務
提供入侵防護(IPS)、DDoS進階防護、網頁弱點掃描、網頁掛馬檢測、網站個資檢測、企業上網內容過濾、安全評估（滲透測試）、SOC資安委外等資訊安全相關服務。

#### 智慧型網路付費語音資訊服務
業者經由中華電信智慧型網路系統提供資訊，供電話用戶擷取之電信業務。俗稱0204，雖然0204在臺灣已經成為色情電話的代名詞，但本服務提供給各種電視節目製作者，如募款專線、購物頻道、諮詢節目的，但提供色情電話服務並非合法行為。

#### 多元支付
提供店家使用單一台無線手持設備，即可滿足消費者的各項無現金支付或電子化支付服務(包含信用卡、Apple PAY 等手機行動支付、悠遊卡等電子票證、及Line Pay, 街口多項電子支付)。

#### 大數據分析
人潮產品
利用電信大數據分析提供指定地點人潮輪廓統計數據、景點商圈遊客分析數據、即時活動分析平台以及人潮統計API介接。
文字解析
透過AI文字分析技術將網路大數據轉換成有價值的資訊，提供輿情觀測與分析、公開資訊爬取與饋送與AI文字分析與系統建置三大服務。
流通業AI解決方案
結合電信大數據與AI技術分析，透過數據優化企業經營的全方位零售業商店營運整合解決方案，包括:展店選址分析、汰換店分析、客戶樣貌分析、新客獲取、舊客挽回、商店圈分析、外帶客分析及各店各品項精準銷量預測…等。

#### 遠距醫療
以高速率、低延遲之行動網路優化流程及效率，建構智慧醫療服務。包含多方視訊即時會診，遠距診次預約、掛號、個案管理及會診紀錄版本控管等功能。

#### 車訊快遞
以行動通信網路為通信媒介，透過車機設備整合行動通信及GPS模組，即時回報車輛衛星定位資訊，並傳送接收車隊管理訊息，提供車輛狀態預警等資訊，提高車隊管理效率，運用情境包含計程車隊、客運與物流業等。

### COVID-19 公眾服務
2020年初新冠肺炎(COVID-19)疫情蔓延全球，中華電信配合國家防疫中心的建置投入協助政府防疫工作，成為台灣政府防疫工作的重要基礎。
1922防疫資訊關懷專線
起源於2003年台灣發生SARS疫情，因應民眾大量撥打政府部門電話詢問傳染病相關疑問，台灣政府於2004年建置「1922民眾疫情通報與諮詢服務中心」，並委託中華電信營運，提供全年無休且24小時免付費之國、台、客、英及聽（語）障之疫情通報與傳染病諮詢服務。
2020年1月21日台灣發生首例COVID-19確診病例後，1922成為重要的民眾撥打諮詢專線，其話務量較疫情發生前增加超過30倍，中華電信因此緊急動員500人以上的客服人力支援1922專線以便舒緩龐大的進線話務量。
防疫專用手機
2020年1月21日台灣發生首例COVID-19確診病例，隨後開始延燒，行政院在1月26日農曆大年初二召集各部會及邀請中華電信進行疫情討論及應變策略，1月29日春節期間，中華電信超過500位員工自願停止休假回到工作崗位，協助組裝「防疫手機」供入境隔離者使用。
「防疫手機」內安裝可監測居家隔離與檢疫者是否離開居所的電子柵欄App，並透過軟體，提供警政、民政、衛政單位與居家隔離與檢疫者進行聯絡。6個工作天內共組裝防疫專用手機2,400支、警政專用手機200部、民政及衛政專用手機760部，合計3,360部緊急專用手機，並將手機分送全台本島及離島之警政、衛政、民政單位，擔任起第一波的防疫任務。
簡訊實聯制QR Code系統
2021年5月台灣COVID-19疫情迅速升溫，5月15日雙北升級防疫3級警戒，所有店家、民眾必須全面配合實聯制，店家紛紛祭出各類實聯制登記方式，包括以紙本讓顧客填寫、Google表單、店家LINE群組，有些店家則要求民眾加入會員系統，各種不同方法讓民眾無所適從。 為了讓民眾和商家、機構都能簡便使用實聯制，5月16日行政院定調實聯制的開發方向，改以簡訊模式代替App。 為使簡訊實聯制快速上線，中華電信迅速動員，不分日夜不斷測試、修正，並在3天內完成開發，5月19日行政院召開記者會宣布「簡訊實聯制」全面上線，其簡便的使用方式有效提升了民眾主動配合實聯制的意願。
電子防疫服務平臺／電子圍籬
- 電子圍籬1.0

行政院、中央流行疫情指揮中心及NCC為了以科技協助疫情控管，共同規劃並委請中華電信開發電子防疫服務平台，2020年2月初中華電信完成系統開發上線。 電子圍籬是防疫追蹤系統的一部份，初期透過鎖定政府提供的檢疫手機，以電信定位系統掌握確診者行蹤，後期因應需求量能增加納入民眾自有手機，並融合台灣五家電信業者的定位資訊，協助政府確保檢疫/隔離對象不會離開檢疫隔離區。
在入境控管方面，入境旅客資料也整合至防疫追蹤系統（含電子圍籬系統），透過手機定位，一旦離開檢疫範圍，系統即會發送「告警簡訊」給當事人、民政單位、衛政單位與轄區警察。
- 電子圍籬2.0

電子圍籬1.0 施行後，考量大型活動具有人潮擁擠、長時間且近距離接觸不特定人士等特性，為了有效降低社區傳播風險，中華電信配合精進電子圍籬系統，2020年12月31日起電子圍籬2.0上路，採用細胞定位法，以大型活動區域範圍的行動電話基地台為設定參考，當自主健康管理者手機與基地台進行註冊溝通時，若判定接近大型活動區域，電信業者透過系統發送告警簡訊給當事人，同時發送簡訊通知里長或里幹事及轄區員警。
- 電子圍籬退場

疫情指揮中心宣布自2022年5月8日起居隔電子圍籬退場，密切接觸者僅匡列「同住親友」。
防疫關懷包
體察民眾居家隔離/檢疫時不便外出的需求，中華電信分別與桃園市、新竹縣、台南市、屏東縣等政府合作，前後提供約12,000組的「防疫關懷包」，內含免費14天的Hami Video 線上影劇館、KKBOX音樂串流及Hami書城及學習平台等四大服務，讓民眾居家檢疫或隔離時可以輕鬆追劇、閱讀、聽音樂，與線上學習。
防疫隔離區通信無死角
2020年2月27日，中華電信宣布以5G+Mesh Wi-Fi最新科技，解決光纖布線施工困難問題，迅速布署防疫隔離區之高速無線上網需求；在隔離區週邊布建5G 大頻寬大容量基地台(AAU：Active Antenna Unit)，運用5G頻譜3.5GHz頻段提供隔離區5G涵蓋，另於隔離區室內布署家用4x4MIMO Mesh AP，免布線施工，啟動Mesh Wi-Fi自組網功能，提供室內無死角Wi-Fi全覆蓋與自動漫遊服務，讓身處防疫隔離區內的工作人員及民眾都能順利連網。

### 歷年口號標語
- 溝通人間情，連結世界心（1996年）
- Keep in touch（行動標語）
- 世界越快，心則慢（極速LTE 4G）
- 超越無限，我實現（4G形象廣告）

### 企業社會永續目標
- 中華電信自2006年導入CSR管理機制，同年設置「CSR委員會」，訂定各項永續政策，設立六大行動小組，將企業社會責任內化於公司文化，以期在公司治理、環境保護以及社會共融等各面向落實企業社會責任。[61]
- 2021年中華電信將『CSR委員會』改組為『永續發展委員會』以加強ESG各面向的推動，秉持「永遠走在最前面」的品牌精神，在5G及IDC等業務不斷成長且耗電增加的情況下，仍設定2030年碳排放要比2020年減半、IDC機房百分之百使用再生能源及辦公場域淨零排放的積極目標，並承諾於2040年達成RE100（100%使用再生能源）、2050年達到全面淨零碳排的終極目標。[62]
- 中華電信2022年起將ESG分為4個工作小組，由執行副總負責推動各個工作小組，並將高階主管薪酬連動ESG成效。[63]
- 中華電信深耕ESG（環境、社會、公司治理），透過永續廣結盟策略，攜手廣大供應商夥伴，實踐企業社會責任，接軌國際發展，共創低碳商機。[64]
- 中華電信攜手台灣微軟、世界展望會，打造蘭嶼為「數位之島」，為蘭嶼學童與住民建置2處數位學習據點及提供超過200小時數位培力課程。[65]
- 2021年中華電信創新推出「5G無塑企業志工永續行動」四部曲，利用環保課程、線上遊戲、與紙風車劇團合作無塑生活節，以及全國淨灘日的活動，大力推廣環保理念。2022年全國淨灘日活動，不僅整個中華電信集團有多達35個機構參與，還攜手大型合作夥伴台灣諾基亞、台灣愛立信一起正視環保議題，將環保理念付諸行動。[66]
- 2022年中華電信獲得遠見CSR暨ESG企業社會責任獎電信業「綜合績效」及「傑出方案-樂齡友善組」雙首獎，台灣企業永續獎（TCSA）及全球永續獎（GCSA）合計13項獎項。[67][68]

## 組織

### 管理階層
- 股東大會
  - 董事會／董事長（董事會設有審計委員會、薪資報酬委員會、永續發展暨策略委員會、風險管理委員會、稽核處、董事會秘書室）
    - 總經理
      - 執行副總經理
      - 分公司總經理
      - 院長

### 內部單位
| - 投資事業處 - 財務處 - 會計處 - 資通安全處 - 業務管理處 | - 數據發展處 - 組織暨人才發展處 - 行政暨資產發展處 - 職業安全衛生處 - 法律事務處 - 企業溝通處 | - 供應處 - 經營規劃處 - 電信學院 - 各營運處 |

### 分公司

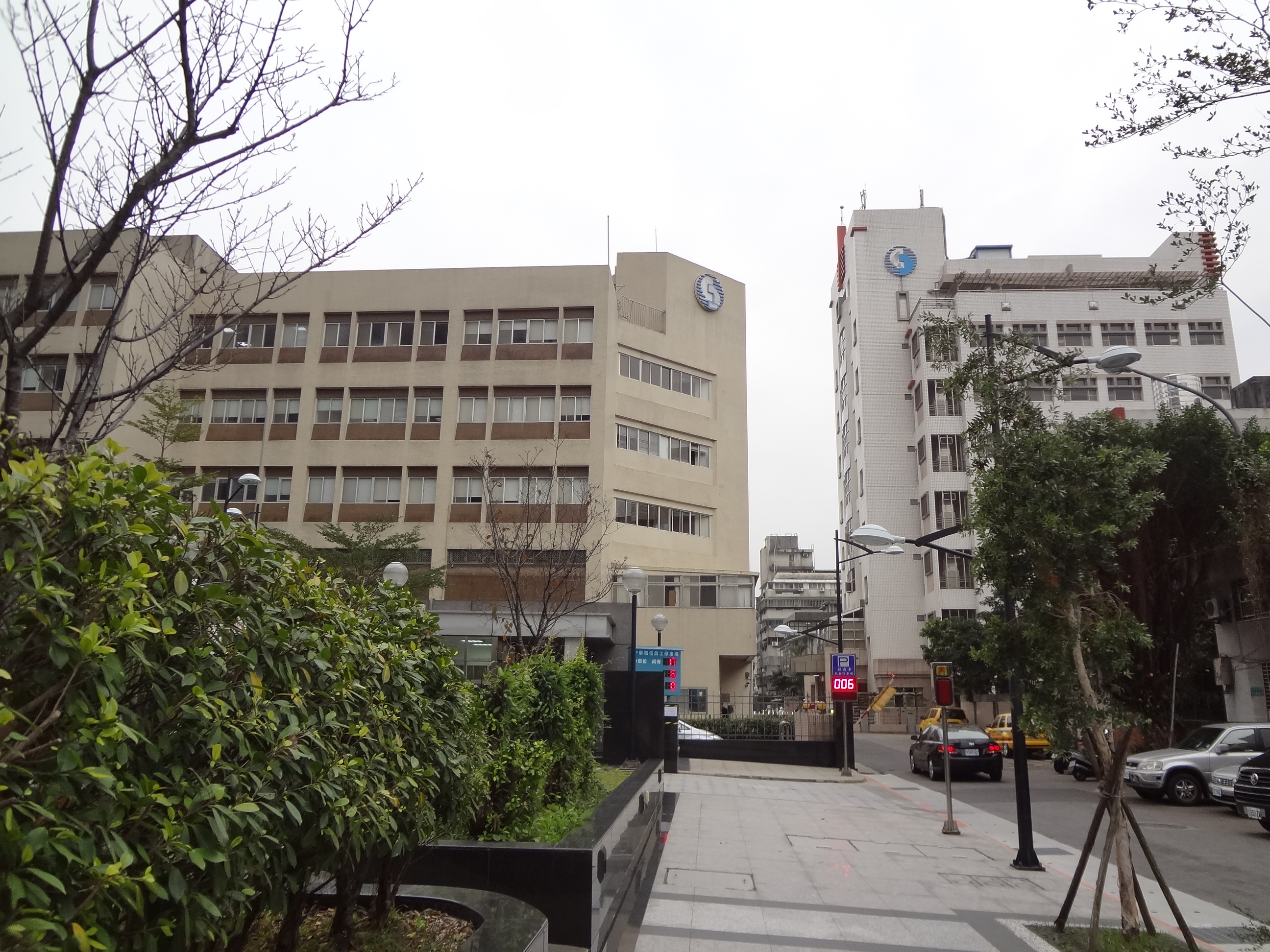
中華電信研究院臺北辦公室

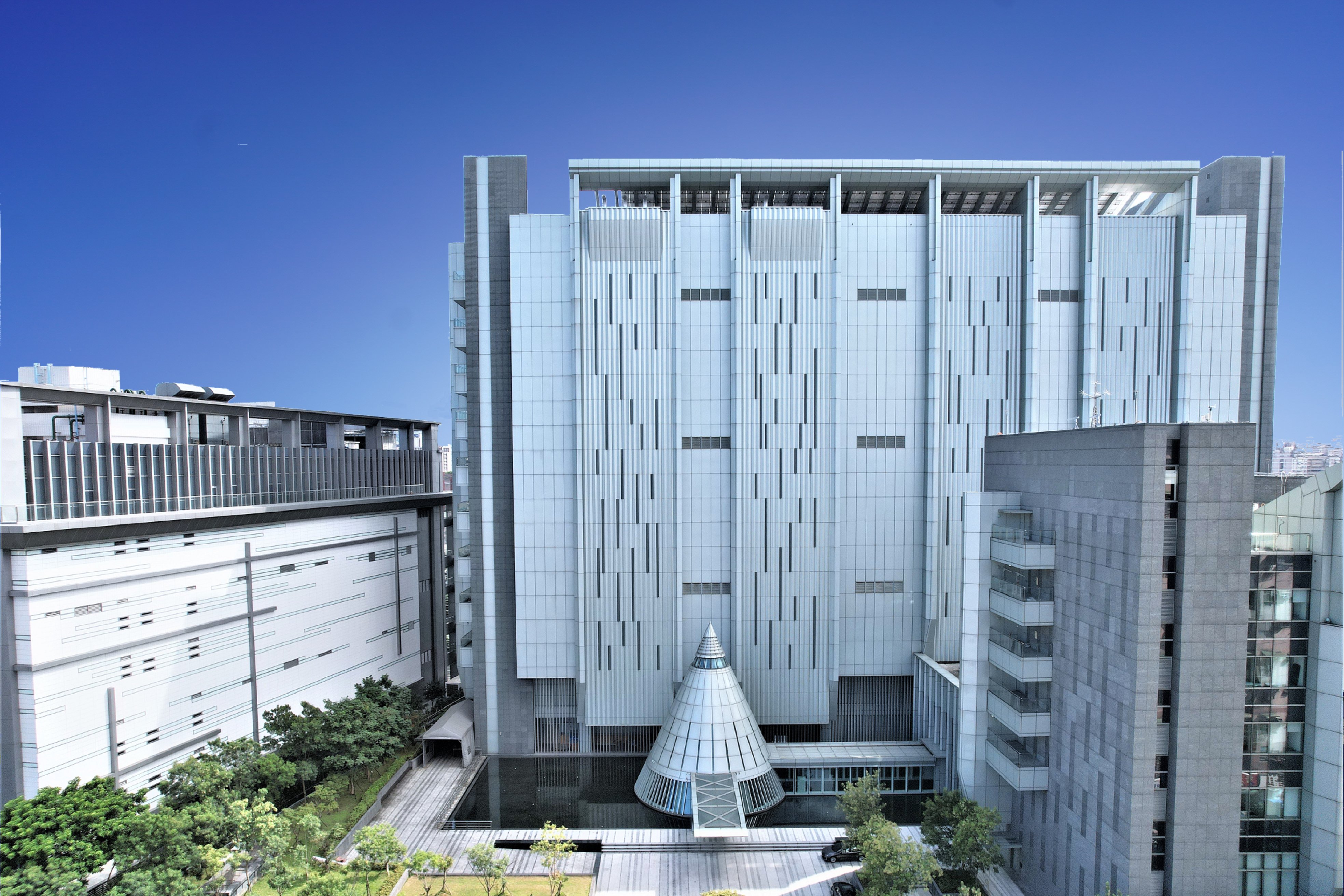
中華電信板橋IDC機房

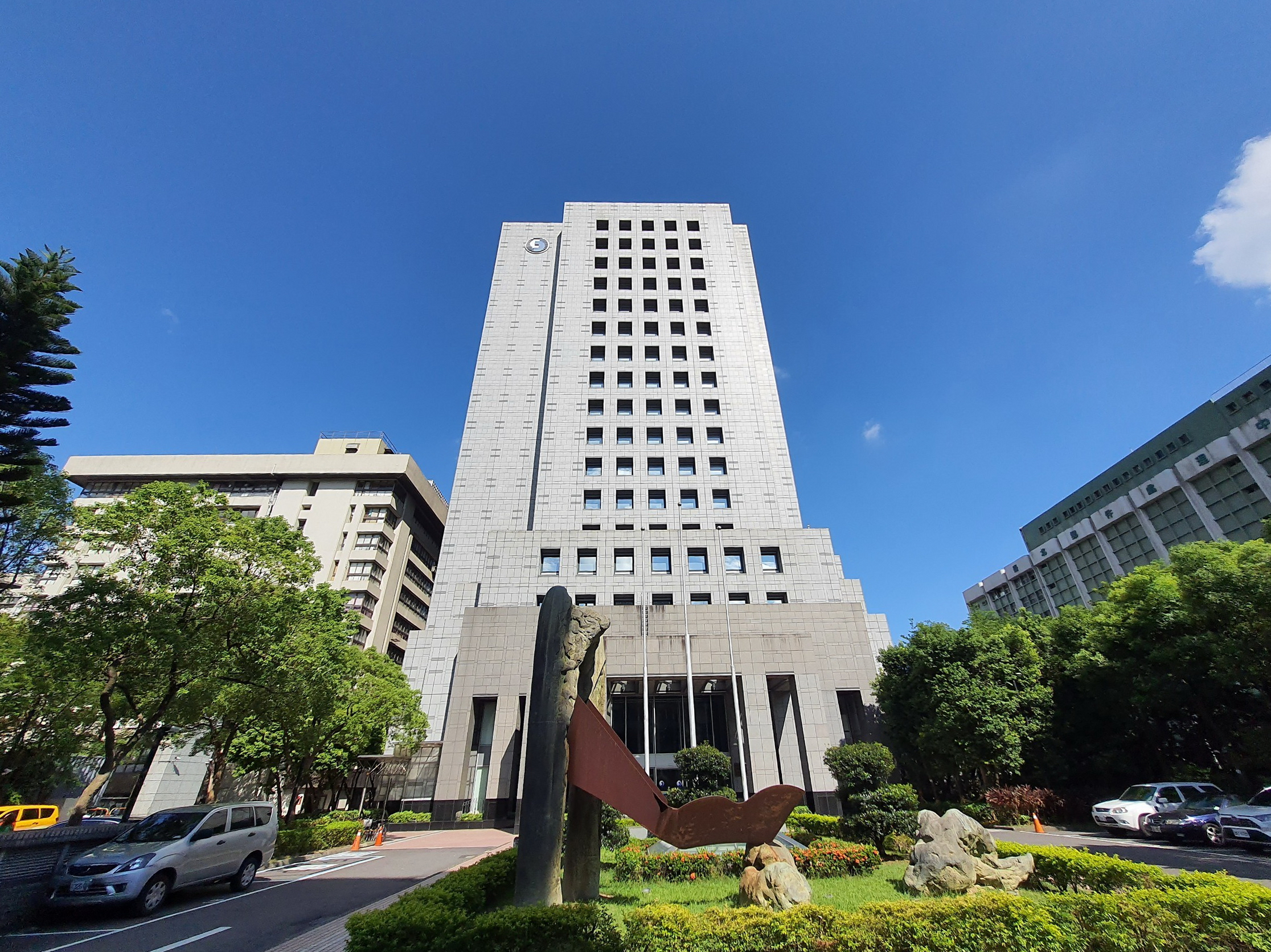
中華電信網路技術分公司

- 個人家庭分公司：經營行動電話、行動數據、簡訊、市內電話、長途電話、公用電話、家用網路、光世代、MOD、Hami Video 及其他電信加值與匯流服務。。
- 企業客戶分公司：經營企業客戶市場，提供資訊與通信整體解決方案、管理與執行資訊及通信之專（標）案、企業客戶標準化與客製化整合服務、發展新興業務及行業別垂直產業應用服務等。

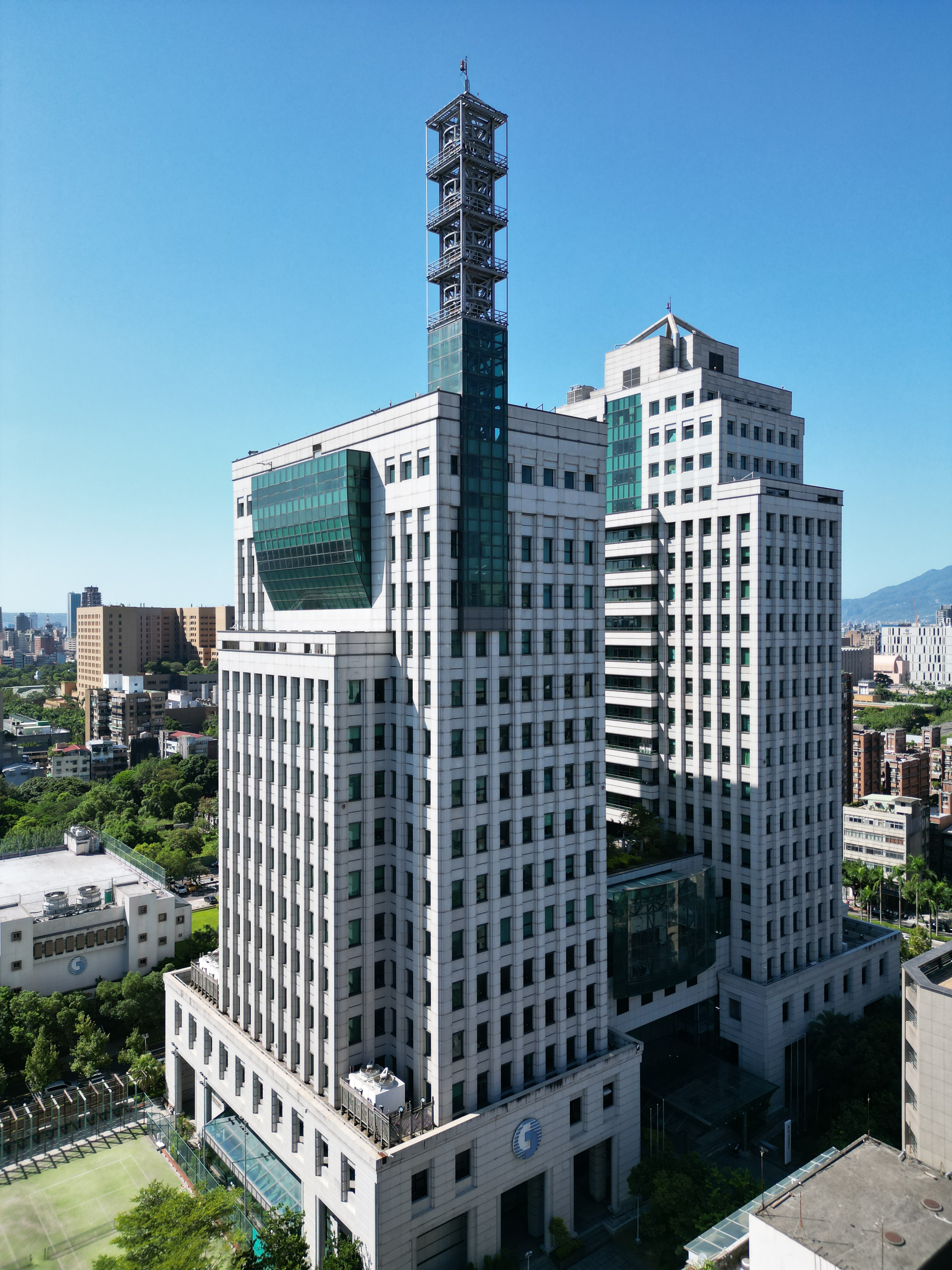
中華電信台北信義園區仁愛綜合大樓

- 國際電信分公司：經營國際客戶，依客戶需求提供國內外通訊、電路、數據網路、漫遊、跨境物聯網、IDC、雲端服務、5G 專網及應用、智慧解決方案、資通訊整合服務等。
- 網路技術分公司：統籌規劃及管理公司網路政策 / 制度，包含網路架構及策略規劃、網路監管 / 維運、固定 / 數據 /行動 / 國際 / 衛星通信網路、新世代雲化智慧網路、客戶網路服務、企業專網及新技術 / 設備引進等。
- 資訊技術分公司：統籌管理公司資訊技術政策與規章制度，提供內部營運資訊系統及資訊安全、IDC / 雲端應用、AIoT 智慧聯網、商務應用、政府委外專案等資通訊解決方案。
- 電信研究院：專注前瞻創新與核心技術，研究發展創新資通訊應用、前瞻雲網融合與ESG 節能等重點項目，包含車聯網與智慧交通、遠距醫療與智慧照護、無人載具應用、元宇宙平台與應用、AI 平台與智慧應用、區塊鏈與NFT 平台、公雲與混合雲管理、5G 專網與邊緣運算、低軌衛星網路、全光網路、機房 / 基地台 / 網路設備節能等。(位於桃園市楊梅區，前身為交通部電信總局電波研究所，1969年改制為交通部電信總局電信研究所，隨著中華電信於1996年及2005年公司化及民營化，電信研究所成為中華電信專責的電信科技研發單位，並於2012年更名為電信研究院。截至2022年6月底，共有1200多名員工，93%為研發人員，主要為專精資通訊領域之博士，投入電信/創新技術及應用服務的研發，該機構累計獲得專利超過2500件，是全台灣所有機構的前10名，電信業界的第1名，為中華電信重要的科技能量與創新服務的來源。目前台灣電信產業僅中華電信設有如此大規模的專業研發團隊。研究發展的重點領域包含無線通信、寬頻網路、網路管理、雲端運算、數位創新、資通安全、智慧型聯網、前瞻科技、新創育成等。 中華電信旗下的中華精測、中華立鼎光電等公司，即是來自其研究院內部發展成熟後所孵育的公司。)

### 歷任首長
| 任別           | 姓名           | 就職時間       | 卸任時間       | 備註                                                                       |
| 中華電信董事長 | 中華電信董事長 | 中華電信董事長 | 中華電信董事長 | 中華電信董事長                                                             |
| -------------- | -------------- | -------------- | -------------- | -------------------------------------------------------------------------- |
| 1              | 陳堯           | 1996年6月15日  | 2000年8月21日  | 原交通部電信總局局長                                                       |
| 2              | 毛治國         | 2000年8月21日  | 2003年1月30日  | 原交通部常務次長，曾擔任過交通部部長一職，隨後擔任行政院副院長和院長等職務 |
| 3              | 賀陳旦         | 2003年1月30日  | 2008年8月19日  | 原交通部政務次長；曾擔任過交通部部長一職                                   |
| 4              | 呂學錦         | 2008年8月19日  | 2013年4月1日   | 原總經理                                                                   |
| 5              | 李炎松         | 2013年4月2日   | 2014年1月29日  | 原總經理                                                                   |
| 6              | 蔡力行         | 2014年1月29日  | 2016年12月14日 | 原台積電總經理，隨後擔任聯發科技執行長                                     |
| 7              | 鄭優           | 2016年12月16日 | 2019年4月21日  | 原中華電信董事                                                             |
| 8              | 謝繼茂         | 2019年4月22日  | 2023年5月5日   | 原總經理                                                                   |
| 9              | 郭水義         | 2023年5月5日   | 2024年9月30日  | 原總經理                                                                   |
| 10             | 簡志誠         | 2024年9月30日  | 現任           | 原行政長兼執行副總經理                                                     |
| 中華電信總經理 |                |                |                |                                                                            |
| 1              | 呂學錦         | 1996年6月15日  | 2008年8月19日  | 原交通部電信總局副局長                                                     |
| 2              | 張曉東         | 2008年8月19日  | 2012年8月29日  | 原副總經理                                                                 |
| 3              | 李炎松         | 2012年8月29日  | 2013年4月2日   | 原業務執行副總經理                                                         |
| 4              | 石木標         | 2013年4月2日   | 2016年12月29日 | 原執行副總經理                                                             |
| 5              | 謝繼茂         | 2017年1月4日   | 2019年5月8日   | 原業務執行副總經理                                                         |
| 6              | 郭水義         | 2019年5月8日   | 2023年7月7日   | 原財務長兼執行副總經理                                                     |
| 7              | 林昭陽         | 2023年7月7日   | 2024年9月30日  | 原資訊分公司總經理                                                         |
| 8              | 林榮賜         | 2024年9月30日  | 現任           | 原資安長兼執行副總經理                                                     |

### 海外據點
| - 中華電信北京代表處 - 中華電信仰光辦事處（緬甸） - Donghwa Telecom Co., Ltd. - Chunghwa Telecom Vietnam Co., Ltd. - 胡志明辦公室 - Chunghwa Telecom Thailand Co., Ltd - Chunghwa Telecom Japan Co., Ltd. | - 中華電信全球公司(Chunghwa Telecom Global, Inc) - 洛杉磯辦公室 - 美東辦公室 - 亞利桑那州辦公室 - Chunghwa Telecom Singapore Pte., Ltd. - 馬來西亞柔佛辦事處 |

## 關係事業
| - 將來商業銀行 - 是方電訊股份有限公司 - 中華資安國際股份有限公司 - 宏華國際股份有限公司 - 神腦國際企業股份有限公司 - 中華黃頁多媒體整合行銷股份有限公司 - 中華系統整合股份有限公司 - 光世代建設開發股份有限公司 | - 資拓宏宇國際股份有限公司 - 智趣王數位科技股份有限公司 - 春水堂科技娛樂股份有限公司 - 中華碩銓科技股份有限公司 - 中華立鼎光電股份有限公司 - 中華精測科技股份有限公司 - 中華數位文創管理顧問股份有限公司 - 中華電信女子籃球隊 |

## 基金會
2006年2月，中華電信成立中華電信基金會（CHTF），以「弭平城鄉數位落差」為出發點，透過長期耕耘將ESG理念落實到偏鄉部落等資源相對缺乏的區域。陸續於全國各地建置「中華電信數位好厝邊」，10多年來建構共計89處「數位好厝邊」據點，足跡遍及全台北中南東、離島山區，包含閩南、客家、原民、新住民社區等。導入數位課程、地方創生、青年志工、電信女籃等各式資源。2009年，中華電信基金會與政治大學廣電系合辦「蹲點．台灣」，鼓勵大學生於暑期前進偏鄉部落蹲點15天，進行「一手服務，一手記錄」。為社區部落帶來包裝設計、產業行銷、銀髮衛教、兒童閱讀、數位建檔、宣傳影片製作等多元服務，並透過紀錄片、地方誌、線上畫展、電玩像素畫、Vlog及數百支社群短影音，記錄最道地的在地風貌與社區生活，至今已有超過40校、80系、600位大學生投入，走遍全台90個據點，累積上百支紀錄片，持續為鄉里注入活力與創意。
2018年，啟動「小導演」系列專案行動，以線上結合線下的課程規劃培植部落學童的數位影像力。「好厝邊小導演」走遍北中南東各地，已在屏東、基隆、高雄、花蓮、台東、台中、新北、宜蘭、南投等地，培育超過300位小導演，創作超過100支短片。基金會透過「好厝邊小導演」扎根社區數位力與競爭力，鼓勵孩子們關懷鄉里進而關注在地議題。2020年，辦理第一屆「蹲點創新設計行動」投入地方創生行動。特招募大專師生設計團隊深入選定社區部落，歷經半年的時程，由師生團隊與社區單位共創設計解方，共同翻轉地方產業面貌。專案啟動這4年來，陸續前往台東、屏東、花蓮、桃園、基隆、台北等地共12個社區，共同打造包括年節伴手禮、在地旅遊導覽指引、LOGO及IP設計、海廢循環運用、空間改造等設計方案。

### 中華電信女子籃球隊
1974年，中華電信女子籃球隊由中華電信前身交通部電信總局為響應全民體育運動後成立，是中華電信體系中重要的一環。2011年起，電信女籃正式編入中華電信基金會，為積極推進社會公益、散播籃球種子，在不影響平日訓練的原則下，全力投入公益活動，10多年來前進全國各地舉辦「公益盃三對三鬥牛賽」、「籃球小子夏令營」、「電信女籃到我家」、「電信女籃回娘家」與「基層選手訓練站」等多元活動，2011年至今，舉辦超過40場公益活動，捐出近1000顆籃球、1萬件籃球背心、4座籃球框，投入公益資源逾新台幣1000萬元。
2024年，中華電信女籃隊邁入第50週年，為歡慶女籃成立50週年，中華電信攜手基金會於2023年啟動「電信挺女籃，五十傳精湛」全台公益巡迴，自2023年10月至11月巡迴全台，於高雄、花蓮、台中、桃園及台北共舉辦5場公益活動，透過活動的進行推廣籃球運動、實踐社會關懷。

## 爭議
2025年6月，Google由於中華電信合規改善不符合要求，可靠性下降，將從Google Chrome 139開始，停止信任2025年8月之後由中華電信核發的TLS伺服器憑證。對此中華電信回應「部分程序未能在Chrome新政策要求的時限內調整完成，雖日前中華電信已完成調整且全數符合Chrome新政策要求」，「Google Chrome仍決定先移除預設信任」，中華電信仍會爭取Chrome預設信任。

## 外部連結
- （繁體中文）（英文）中華電信 （页面存档备份，存于）
- 中華電信客服Q博士的Facebook專頁
- 中華電信行動學園的Facebook專頁
- MOD粉絲團的Facebook專頁
- HiNet光世代的Facebook專頁
- HiNet HiChannel的Facebook專頁
- Hami Video的Facebook專頁
- 中華電信CSR粉絲團的Facebook專頁
- 中華電信的Instagram帳戶
- YouTube上的中華電信頻道
- 台灣公司資料 （页面存档备份，存于）
- Hami Video官方網站 （页面存档备份，存于）
- 中華電信 LINE官方帳號 （页面存档备份，存于）
- 中華電信 App(Android) （页面存档备份，存于）
- 中華電信 App(ios) （页面存档备份，存于）